# Шварцман, Михаил Матвеевич
Михаил Матвеевич Шварцман (4 июня 1926, Москва — 18 ноября 1997, Москва) — советский и российский художник, автор художественно-философской системы «Иератизм», педагог. Один из самых значительных мастеров в искусстве второй половины XX века. Живописец, график, монументалист, работал в области промышленной графики.

## Биография
Михаил Матвеевич Шварцман родился 4 июня 1926 года в Москве, в семье коммерсанта Матвея Григорьевича Шварцмана и медицинского работника Рахили Исааковны Шварцман. Матвей Григорьевич был репрессирован, погиб в лагере в Нижнем Тагиле (1942 год). В связи с преследованием отца, семья Шварцманов часто переезжала. Жили в Москве, Нижнем Новгороде, в Московской области (Челюскинская, Немчиновка, Лосиноостровская). В Немчиновке семья жила по соседству с Казимиром Малевичем. Мать показывала Малевичу работы Михаила. Автор супрематизма одобрил первые опыты будущего создателя иератизма.
В 1944 году Михаил Шварцман был призван в армию, в строительный батальон, на 6 лет; подорвался на мине, был ранен, долго лежал в госпитале. Последние годы службы в армии (1947—1950) прошли на полигоне «Капустин Яр», месте секретных ракетных разработок.
В 1946 году Михаил женился на Никольской Ираиде Александровне. В 1951 году у них родилась дочь Надежда.
В 1950 году Шварцман поступил в Высшее Художественно-Промышленное училище (бывшее Строгановское) на монументальное отделение, затем перевелся на отделение металла. Его учителями были П. В. Кузнецов, А. В. Куприн, В. Е. Егоров. Строгановку Михаил закончил экстерном, в 1956 году.
На первых курсах Михаил увлекался византийским и древнерусским искусством: фресками, иконами. Позднее изучал Сезанна, Матисса, Дерена. Уже в это время Шварцман начал активный поиск своего пути в искусстве. Его не удовлетворяют художественные направления официального искусства того времени.
В 1957 году Шварцман переехал с семьей в город Люберцы под Москвой. В это время он работал главным художником в павильоне «Просвещение» на ВДНХ (1957—1958). В 1960-е годы Михаил брал заказы в издательствах, плодотворно занимался рекламой, плакатом, успешно участвовал во всесоюзных, московских и зарубежных выставках: в США, Голландии, Болгарии, Польше, Франции, Англии. Награжден рядом почетных дипломов и премий. В 1963 году, в соавторстве с Григорием Дауманом, Шварцман сделал четыре монументальных панно в МИФИ из цемента и смальты. Панно получили 1-ю премию на всесоюзной выставке монументального искусства. Но делом, на которое Михаил «полагал свою жизнь», была живопись.
В 1960-е годы в Люберцах зародилась концепция иератизма. В конце 1950-х годов возник цикл работ «Остранение»- первый этап формирования авторской идеи, за ним последовал цикл «Лики». Это единственные циклы фигуративных работ мастера. На рубеже 1960—1970-х годов иератизм как художественно—философская система сложился. Пользуясь языком беспредметного искусства, Шварцман пришел к оригинальной художественной манере. Беспредметные формы он трактовал как знаки, указывающие на духовную суть различных явлений мира. Отныне Шварцман именовал свои произведения иературами, определяя их отличие как от картины, так и от иконы. Шварцман всегда очень серьезно и внимательно относился к технике живописи и материалам. Как правило, это дерево, холст, левкас, темпера. Левкас художник готовил сам. После 1988 года мастер перешел к иературам большого формата, используя оргалит и темперу.
В 1970 году Михаил Шварцман крестился; «Я христианин по голосу сердца». Он переехал в Москву, в комнату в коммунальной квартире. Работал художник в этой же комнате, у него никогда не было собственной мастерской.
В 1966 году Михаила Шварцмана пригласили в качестве главного художника Специального художественно-конструкторского бюро Министерства легкой промышленности. В 1985 году к мастеру приехал американский актер Гюнтер Халмер и купил ранний холст «Минна» и несколько рисунков. Это событие сподвигло художника уйти из СХКБ за год до пенсионного возраста и полностью посвятить себя живописи.
Девятнадцать лет работы в СХКБ были значительным периодом в жизни Шварцмана. Он набрал группу из молодых художников, с которыми, на основе иератизма, занимался разработкой товарных знаков. Со временем эта группа стала известна как «школа Шварцмана». Однако, собственно иератическую школу живописи Шварцман организовал на рубеже 1974 — 75 годов в мастерской одного из учеников, в Сокольниках. Эта школа с разным составом, перерывами и в разных помещениях просуществовала до 1991 года.
В 1977 году известный коллекционер Г. Д. Костаки приобрел работы Шварцмана и обещал «представить их миру». Однако с тех пор прошло много лет, прежде чем творчество мастера получило широкую известность. Шварцман редко и неохотно продавал свои произведения и не показывал их на выставках. Только в 1983 году он впервые представил шесть графических иератур на групповой выставке «Акварель, рисунок, эстамп» в Московском горкоме художников-графиков, членом которого он являлся.
1980-е годы — время, когда Шварцман получал различные предложения по устройству персональной выставки. 1984 год — директор Кунстферайн в Дюссельдорфе Юрген Хартен предлагал ему выставиться в Германии, но Министерство Культуры СССР не разрешило вывоз работ мастера из Союза. В течение нескольких лет шли переговоры с директором Дойче Банка Альбрехтом Мартини о выставке Шварцмана в Бохуме, в Музее Современного Искусства, но выставка так и не состоялась. В 1988 году Шварцман отказался от предложения музея в Бостоне, так как считал, что первая выставка должна состояться в России. В 1989 году Шварцман с женой посетил Германию по приглашению от галереи Марины Зандман, где побывал в шести городах, но договоренность о выставке нигде не была достигнута.
В результате первая персональная выставка мастера «Михаил Шварцман. Иературы» состоялась в России, в 1994 году, в Государственной Третьяковской галерее. Это была широкая ретроспекция работ художника, включавшая 68 произведений живописи и 40 графики. Экспозиция достаточно полно представила весь творческий путь Шварцмана.
При жизни мастера состоялось несколько выставок: в том же 1994 году в Министерстве Иностранных Дел, затем «Товарные знаки СХКБ 1964—1984 г. г. Художественный руководитель Михаила Шварцман» в галерее на Якиманке, в Москве. В 1997 году в галерее «Дом Нащокина», в Москве, прошла выставка, где были представлены 34 живописных и 40 графических работ Шварцмана.
Круг знакомств Шварцмана был широким и разнообразным. 1960-е годы стали периодом активного общения с художниками, поэтами и музыкантами из среды неофициального искусства. Шварцман дружил с художником Марленом Шпиндлером, они вместе ходили на этюды, в музеи и на выставки. В это время он познакомился с поэтами Алексеем Крученых, Геннадием Айги, Генрихом Сапгиром, Аркадием Штейнбергом, художниками Сергеем Бархиным, Борисом Мессерером, Ильёй Кабаковым, Игорем Вулохом (в 1965 году вместе с Геннадием Айги и Михаилом Шварцманом они работали над созданием выставки к 80-летию Велимира Хлебникова в Музее Маяковского), позднее — с Савелием Ямщиковым (реставратором и культурологом), Георгием Костаки (коллекционером), Евгением Шифферсом (философом), Дмитрием Сарабьяновым (искусствоведом), музыкантом Андреем Волконским. Круг общения значительно расширился в 1970-е годы, когда Шварцман познакомился с талантливыми поэтами Москвы и Петербурга: Еленой Шварц, Виктором Кривулиным, Ольгой Седаковой, Александром Величанским, Дмитрием Бобышевым и др. В 1982 году произошла встреча с Тонино Гуэрра, дружба с которым связывала Шварцмана до конца жизни. В 1995 году Гуэрра снял о Михаиле Шварцмане фильм.
18 ноября 1997 года в 9 часов 25 минут утра Михаил Матвеевич Шварцман скончался.
Похоронен на Донском кладбище в Москве.
На рубеже XX—XXI веков творчество Шварцмана приобретает широкую известность. Проходит целый ряд персональных выставок мастера, работы Шварцмана участвуют в групповых выставках как в России, так и за рубежом, издаются каталоги и книги, посвященные его творчеству. 27 декабря 2006 года в Германии, в городе Бад-Брайзиг, был создан фонд художника «Shvartsman Heritge Art Foundation».Сегодня наследие Шварцмана воспринимается как одно из самых крупных и оригинальных явлений в искусстве второй половины XX века.

## Творческая концепция
Шварцман был художником-мыслителем. Мастер ощущал себя носителем христианской культуры и сумел найти художественное выражение своему духовному опыту. Дело своей жизни он обозначил термином «иератизм» (от греч. hieratikos — культовый, священный). Творческий процесс Шварцман понимал как священнодействие, в результате которого духовный опыт получает художественное воплощение. Мастер использовал термин, определяющий особенности канонических выразительных средств, характерных для искусства древнего мира и средневековья, но его произведения далеки как от иконы, так и от картины. Художника интересует не мир реалий в качестве воплощения божественного замысла, а мир идей, сокрытых в реалиях. Свои произведения он называл иературами (производный от названия системы термин автора).
Иература — выражение в знаковой форме таинственных законов Вселенной. Эти законы художник понимал как основополагающие, структурные свойства мироздания, управляемого божественным помыслом.
Михаил Шварцман о своем творчестве: «Работы названы в моей концепции — иературы. Иература — это монада, рожденная схождением множества знаков. Она — многопространственна. Пространство ее рождается неотвратимой жертвенной сменой знаковых метаморфоз. 
Я — Иерат, тот, через которого идет, пронизывая его, вселенский знакопоток. Моё дело называется иератизм (термин мой). Иератизм — это космизм. Иератизм знаменует молчаливое имя, иератический Знак, Священный Знак Духа Господня. Знак рождается экстатически, иррационально».

## Работы находятся в собраниях
- Государственная Третьяковская галерея, Москва.
- Государственный Русский музей, Санкт-Петербург.
- Московский музей современного искусства, Москва.
- Музей искусства Авангарда. Женева. Швейцария
- Фонд наследия Михаила Шварцмана. Бад-Брайзиг. Германия
- Фонд Культуры «Екатерина». Москва
- Музей АРТ4, Москва.
- The Tsukanov Art Collection. Москва
- RuArts Foundation. Москва
- Kolodzei Art Foundation,США.
- Новый музей, Санкт-Петербург.

## Персональные выставки
- 1994 — «Михаил Шварцман. Иературы». ГТГ. Москва.
- 1997 — «Михаил Шварцман». Галерея «Дом Нащокина». Москва.
- 1998 — «Михаил Шварцман». Галерея «Дом Нащокина». Москва.
- 2001 — «Михаил Шварцман. Ретроспектива». ГРМ. СПб.
- 2008 — «Михаил Шварцман. Графика». ГРМ. СПб.
- 2008 — «Михаил Шварцман. Графика». ГТГ. Москва.
- 2009 — «Михаил Шварцман». Ludwig Forum fur Internationale Kunst. Аахен.
- 2011 — «Михаил Шварцман. Обретённое пространство». Lazarev Gallery. СПб.
- 2016 — «Вертограды Михаила Шварцмана». ММОМА. Москва.
- 2017 — «Михаил Шварцман. К 90-летию со дня рождения». ГРМ. СПб.

## Групповые выставки
- 1967 — «Советский цирковой плакат». Москва.
- 1969 — «Exhibition of Grafics». Брюссель. Бельгия.
- 1970 — «Union des artistes-plasticiens de l’URSS». Франция.
- 1971 — «Exhibition of Grafics». Нью-Йорк. США.
- 1971 — «Advertising and Politics». Лондон. Великобритания.
- 1972 — «La Biennale di Venezia, Exhibition of Grafics». Венеция. Италия.
- 1974 — «Union des artistes-plasticiens de l’URSS». Франция.
- 1974 — «Exposition de L 'Afflche Sovietique». Париж. Франция.
- 1974 — «Progressive Stromungen in Moskau». Бохум. ФРГ
- 1974 — «Выставка киноплаката». ЦДЛ. Москва. СССР.
- 1977 — «La Biennale di Venezia». Дюссельдорф. ФРГ. Венеция. Италия.
- 1978 — «Rasseqa Sul dissen о culturale nell 'Est europeo». Беллинцона. Швейцария.
- 1979 — «La nuova arte Sovietica Una». Турин. Италия.
- 1979 — «20 Jahre unabhangige Kunst aus der Sovietunion». Бохум. ФРГ.
- 1982 — «Exhibition of Soviet Posters, Франция». Лувр. Париж. Франция.
- 1983 — «Акварель, рисунок, эстамп». Московский горком художников-графиков. М.Грузинская ул. 28. Москва. СССР.
- 1988 — «Ich lebe — Ich sehe». Кунстмузеум. Берн. Швейцария.
- 1988 — «Собрание Басмаджана». ГТГ. Москва. СССР.
- 1988 — «Собрание Басмаджана». ГРМ. Ленинград. СССР.
- 1989 — «Коллекция Татьяны и Натальи Колодзей». Ташкент. УзССР.
- 1989 — «100 Years of Russian Art», Лондон. Оксфорд. Саутгемптон. Великобритания.
- 1991 — «Другое искусство. Москва 1956—1976». ГТГ. Москва
- 1991 — «Другое искусство. Москва 1956—1976». ГРМ. Ленинград
- 1994 — «Товарные знаки СХКБ-Легпром 1966—1984. Художественный руководитель М. Шварцман». Галерея дизайна. Москва.
- 1995 — «Der Aufstand der Slider — Moskauer Maler 1974—1994». Гамбург. Германия.
- 1995 — «Die Farbe der Zeit», «Zwolf zeitgenossische russische Kunstler». Кверфурт. Зальцгиттер. Люнебург. Германия.
- 1996 — «Между верой и эстетикой». Гамбург. Германия.
- 1996 — «Нонконформисты. Второй русский авангард. 1955—1988». Из коллекции Кенды и Якова Бар-Гера. ГРМ. СПб.
- 1996 — «Нонконформисты. Второй русский авангард. 1955—1988». Из коллекции Кенды и Якова Бар-Гера. ГТГ. Москва.
- 1998 — «Второй Авангард». Графика. Галерея «Дом Нащокина». Москва.
- 1999 — «Послевоенный русский авангард». Из коллекции Ю. Трайсмана. ГТГ. Москва
- 1999 — «Послевоенный русский авангард». Из коллекции Ю. Трайсмана. Музей Людвига в ГРМ. СПб.
- 2001 — «Абстракция в России. XX век». ГРМ. СПб.
- 2001 — «Нонконформисты. 1955—1985». ММОМА. Москва.
- 2002 — «40 лет нонконформистского искусства». Манеж. Москва.
- 2005 — «Россия!» Музей Гуггенхайма. Нью-Йорк. США.
- 2006 — «Россия!» Музей Гуггенхайма. Бильбао. Испания.
- 2006 — «Время перемен. Искусство 1960—1985 в Советском Союзе». ГРМ. СПб.
- 2006 — «Михаил Шварцман. Товарные знаки СХКБ». МУАР. Москва.
- 2008 — «Власть воды». ГРМ. СПб.
- 2008 — «XX век в Русском музее». Музей-заповедник Царицыно. Москва.
- 2010 — «Небо в искусстве». ГРМ. СПб.
- 2010 — «Всегда другое искусство». Коллекция В. Бондаренко. ММОМА. Москва.
- 2011 — «К вывозу из СССР разрешено». Фонд «Екатерина». Москва.
- 2012 — «Михаил Шварцман и его ученики». ГРМ. СПб.
- 2012 — «Михаил Шварцман. Мастер. Школа. Ученики». ГЦСИ. Москва.
- 2013 — «Отечество моё в моей душе…». Из коллекции МАГМА. ГМИИ им. А. С. Пушкина. Москва.
- 2014 — «Личный выбор». Музей современного искусства «Гараж». Москва.
- 2015 — «Современники будущего. Еврейские художники в русском авангарде. 1910—1980». Еврейский музей и Центр толерантности. Москва.
- 2016 — «Сопротивление, традиция и открытие. Русское искусство второй половины ХХ — начала XXI веков». Филиал ГРМ в городе Малага. Испания.

## Семья
- Отец — Шварцман Матвей Григорьевич. Коммерсант.
- Мать — Шварцман (Фишман) Рахиль Исааковна. Медицинский работник.
- Брат — Шварцман Анатолий Матвеевич. Инженер.
- Жена — Шварцман Ираида Александровна. Переводчик с немецкого языка. Составитель книг о М. Шварцмане.
- Дочь — Фёдорова (Шварцман) Надежда Михайловна. Художник.
- Зять — Фёдоров Михаил Николаевич. Художник. Иллюстратор. Плакатист.
- Внук — Фёдоров Дмитрий Михайлович. Кинорежиссер. Художник.
- Внучка — Фёдорова Александра Михайловна. Художник. Дизайнер.
- Михаил Шварцман внучатый племянник философа Льва Шестова.